# Dynamo Krzywy Róg
Dynamo Krzywy Róg (ukr. Футбольний клуб «Динамо» Кривий Ріг, Futbolnyj Kłub "Dynamo" Krywyj Rih) – ukraiński klub piłkarski z siedzibą w Krzywym Rogu.

## Historia
Chronologia nazw:
- 1928: Dynamo Krzywy Róg (ukr. «Динамо» Кривий Ріг, ros. «Динамо» Кривой Рог)
- 1940: klub rozwiązano

Piłkarska drużyna Dynamo została założona w Krzywym Rogu w 1928.
W 1936 występował w rozgrywkach Pucharu ZSRR.
Na początku 1940 roku Decyzją Rady Centralnej Towarzystwa "Dynamo" zespoły Dynama zostały zdjęte z rozgrywek Mistrzostw ZSRR.

## Inne
- Krywbas Krzywy Róg